# 언양군
| Daedongyeojido (Gyujanggak) 18-01.jpg |  |
|                                       |  |

언양군(彦陽郡)은 울산광역시 울주군 서부지역에 있던 옛 행정구역이다. 현재의 울주군 언양읍, 상북면, 삼남읍, 삼동면 지역을 관할하였다. 1914년에 울산군에 통합되면서 폐지되었다.

## 지명유래
언양의 원래 이름은 거지화현(居知火縣)이다. 거지화의 고음(古音)은 '거치불'로, 거(居)는 박혁거세의 거(居)처럼 수장에 대한 존칭이고, 지(知)는 치(智)와 마찬가지로 연맹왕국 시대의 족장의 명칭이다. 불(火)·부리(夫里)·비리(卑離)·벌(伐)·불(弗)·불(不)·반(半) 모두 성읍(城邑) 도시(都市)를 의미하다. 따라서 거지화는 성읍국가시대에 거치(居知)라는 군장이 다스리던 나라로, 신라가 현(縣)을 설치할 때 족장의 칭호를 그대로 사용한 것으로 생각된다.
757년에 전국의 지명을 한자식으로 고치면서 고을의 진산인 고헌산의 양달진 고을이라 하여 헌양(巘陽)이라 하였다. '巘'자의 고음(古音)이 '언'이으므로 당시부터 언양이라 했을 것으로 추정된다. 고려시대에 '彦陽'으로 개칭되었다.
옛 이름인 거지화(居知火)는 현재 상북면 길천리 지화(知火)마을로 남아있다.

## 역사
- 진한 12국중 하나인 기저국(己柢國)이 있었다.
- 신라시대 거지화현(居知火縣)이라고 불렸다. 당시 현치(縣治)는 현재의 상북면 길천리 지화마을에 있었다.
- 757년 헌양현(巘陽縣)으로 개칭하면서 양주(良州, 양산시)의 영현이 되고, 현치를 현재의 언양읍내로 이전하였다.
- 1018년 울주(蔚州, 울산광역시)의 속현이 되었다. 경주 남산부(현재의 두동면, 두서면 지역)가 헌양에 편입되었다.
- 1143년 주현으로 승격하면서 언양현(彦陽縣)으로 개칭하였다.
- 1413년 경주에서 편입된 옛 남산부 지역을 경주부에 환원하였다.
- 1599년 임진왜란의 후유증으로 언양현이 폐지되어 울산도호부에 편입되었다.
- 1612년 언양현이 다시 설치되었다.
- 언양현은 3면(현내면(縣內面), 북면(北面), 남면(南面)) 이었다가, 현내면을 상북면(上北面)으로 개칭하고 북면을 중북면(中北面), 하북면(下北面), 상남면(上南面)으로, 남면을 중남면(中南面), 삼동면(三同面)으로 분면하여 6면(남천(南川, 지금의 남하강)을 경계로 천북지역 3면, 천남지역 3면)으로 개편하였다. 언제 개편했는지는 정확히 알 수 없으나 정조때 기록부터 6면으로 나타난다.
- 1895년 23부제 실시로 동래부 언양군이 되어 6개면을 관할 하였다.
- 1896년 13도제 실시로 경상남도 언양군이 되었다.
- 1914년 3월 1일 언양군이 울산군에 통합되었다.

- 1914년 4월 1일 상북면과 중북면을 언양면으로 통합하였다.
- 1926년 4월 1일 상남면과 하북면을 상북면으로 통합하였다.
- 1933년 1월 1일 중남면과 삼동면을 삼남면으로 통합하였다.
- 1971년 5월 1일 삼남면 중 옛 삼동면 지역에 삼동출장소를 설치하였다.
- 1973년 7월 1일 삼남면 삼동출장소 관할 구역 내의 구수리가 언양면에 편입되었다.
- 1989년 4월 1일 삼동출장소가 삼동면으로 승격하였다.
- 1996년 2월 1일 언양면이 언양읍으로 승격하였다.
- 2020년 11월 1일 삼남면이 삼남읍으로 승격하였다.

옛 언양군 지역은 언양읍, 상북면, 삼남읍, 삼동면 이상 2읍 2면이 되어 현재에 이른다.

## 행정 구역
- 상북면(上北面) - 송대동(松臺洞), 서부동(西部洞), 동부동(東部洞), 노동동(路東洞), 남부동(南部洞), 어음동(於音洞), 반소동(盤所洞), 천상동(泉上洞), 천소동(泉所洞), 반호동(盤湖洞)
- 중북면(中北面) - 다개동(茶開洞), 반곡동(盤谷洞), 기지동(機池洞), 직동(直洞), 남동(南洞)
- 하북면(下北面) - 지내동(池內洞), 능산동(陵山洞), 향산동(香山洞), 도동(道洞), 산전동(山前洞), 궁평동(弓坪洞), 우만동(于萬洞), 화촌동(禾村洞), 궁근동(弓根洞), 덕현동(德峴洞), 삽리동(揷里洞), 행리동(杏里洞)
- 상남면(上南面) - 양등동(楊等洞), 거리동(巨里洞), 상길동(上吉洞), 길천동(吉川洞), 명촌동(鳴村洞), 사광동(斜光洞), 천전동(川前洞), 등억동(登億洞), 신리동(新里洞), 이천동(梨川洞)
- 중남면(中南面) - 교동(校洞), 수남동(水南洞), 평리동(平里洞), 가천동(加川洞), 장제동(長堤洞), 상천동(象川洞), 상방기동(上芳基洞), 하방기동(下芳基洞), 신화동(新華洞)
- 삼동면 (三同面) - 조일동(早日洞), 보은동(宝隱洞), 송정동(松亭洞), 금곡동(金谷洞), 사촌동(沙村洞), 하잠동(荷岑洞), 작동(鵲洞), 구수동(九秀洞)

## 같이 보기
- 울산광역시
- 울주군
- 언양읍

## 참고 문헌
- 김부식 (1145), 《삼국사기》 〈잡지제삼 지리일(雜志第三 地理一)〉